# Shily
 Shily Lopes Galvão    (Goiânia, 23 de dezembro de 1972) é ex-voleibolista indoor brasileira que atuou na posição Ponteira de por clubes nacionais e internacionais .Em seu currículo traz a medalha de ouro na edição do Campeonato Sul-Americano de Clubes de 1996 no Peru e disputou a Copa CEV 2001-02.

## Carreira
Sua trajetória profissional se inicia nas categorias de base do Clube Fênix do Rio Verde, também atuou pelo Jóquei Clube de Goiânia, Encol e BAC/Luso .
Já como profissional atuou pela equipe Blue Life /Recra na temporada 1991-92, quando conquistou os títulos dos Jogos Abertos do Interior e dos Jogos Regionais em 1991.
Conquistou o título da Liga Nacional 1993-94.Em 1994 defendendo o  Nossa Caixa/Recra conquistou a medalha de ouro no Campeonato Sul-Americano de Clubes em Medellín e conquistou a medalha de ouro e recebeu o prêmio de Melhor Receptora da competição.
Transferiu-se na temporada 1994-95 para o Sollo/Tietê  encerrando na quinta posição na primeira edição da Superliga Brasileira A.Renovou com a mesma equipe para jornada esportiva seguinte e desta vez alcançou o bronze na segunda edição da Superliga Brasileira A e  participou na conquista da medalha de ouro no Campeonato Sul-Americano de Clubes de 1996 em Lima-Peru.
Representou o clube catarinense chamado Bonja/Datasul  nas competições de 1996-97, atuando como Central e disputou a edição correspondente da  Superliga Brasileira A encerrando na sétima posição.
Nas competições do período esportivo de 1997-98 foi contratada pelo Rexona/Ades/PR  e por este clube disputou a correspondente Superliga Brasileira A alcançando seu primeiro título nesta competição.
Foi contratada pelo Leites Nestlé e conquistou o título do Campeonato Paulista de 1998 e o título da Copa Sul e alcançou o bronze na  Superliga Brasileira A 1998-99.
Na jornada esportiva 1999-00 foi contatada pelo Flamengo e foi campeã carioca de 1999 e o quinto lugar na Superliga Brasileira A 1999-00.
Recebeu a proposta de atuar no voleibol italiano e representou o Sapori Di Sardegna Sestu na jornada esportiva de 2000-01, vestindo a camisa#10 competiu na edição da Liga A2 Italiana, encerrando na décima quarta posição na fase classificatória e a equipe foi eliminada no fase de play out, contribuindo para o vice-campeonato da Copa A2 Itália (RRD), registrando nesta temporada 354 pontos.
Na temporada seguinte permanece no voleibol europeu e assina contrato com o clube francês USSPA d'Albi, teve problema com o visto, atrasando sua estreia.Pelo clube francês disputou a edição da Copa CEV 2001-02
, encerrando na segunda posição do Grupo V, e o clube foi eliminado na fase de quartas de final, sofreu uma lesão muscular durante esta competição.
Na temporada 2001-02, atuando como Ponteira  alcançou o sétimo lugar na Liga Pro A Francesa, semifinalista na Copa da França, entrou para o Hall da Fama do Clube, como sendo a segunda brasileira a atuar pelo clube, após a temporada retornou ao Brasil.

## Títulos e resultados
- Superliga Brasileira A:1993-94[4], 1997-98[12]
- Superliga Brasileira A:1995-96[6],1998-99
- Copa da França:2001-02[34]
- Copa Sul:1998[14]
- Campeonato Paulista:1998[13]
- Campeonato Carioca:1999[17]
- Copa A2 Italiana:2001[18]
- Jogos Abertos do Interior de São Paulo:1991[1]
- Jogos Regionais de São Paulo:1991[1]